# Elsborg Sogn
Elsborg Sogn var et sogn i Viborg Østre Provsti (Viborg Stift).
I 1800-tallet var Elsborg Sogn anneks til Højbjerg Sogn. Begge sogne hørte til Lysgård Herred i Viborg Amt. Højbjerg-Elsborg sognekommune blev ved kommunalreformen i 1970 indlemmet i Bjerringbro Kommune, som ved strukturreformen i 2007 indgik i Viborg Kommune.
I Elsborg Sogn ligger Elsborg Kirke.
1.	december 2024 indgik sognet i Højbjerg-Elsborg Sogn
I sognet findes følgende autoriserede stednavne:
- Elsborg (bebyggelse, ejerlav)
- Rødkærsbro (bebyggelse)
- Vindelsbæk (bebyggelse)